# 當不成朋友（等待你的愛）
〈當不成朋友（等待你的愛）〉是美国歌手爱莉安娜·格兰德的一首歌曲。该歌曲于2024年3月8日通过Republic唱片作为她的第七张录音室专辑《永恆陽光》的第二首单曲发行。歌曲由格兰德、马克斯·马丁和伊利亚·萨尔曼扎德创作和制作。歌曲的曲风属于合成器流行，其歌词既指一段恋情的结束，也暗指格兰德与媒体的关系。
歌曲在发行后获得了乐评人的普遍正面评价，并登上美国《公告牌》百强单曲榜榜首，成为格兰德在该榜单的第九首冠军单曲。歌曲也是她在该榜单第7首空降冠军单曲，使她成为历史上空降冠军次数最多的女歌手，并成为她第22首在该榜单上进入前十的歌曲。在美国以外，这首歌曲让格兰德获得了《公告牌》Global 200排行榜的第四首冠军单曲，歌曲在印度尼西亚、马来西亚、新西兰、菲律宾、新加坡和阿拉伯联合酋长国均夺冠。此外，歌曲还在澳大利亚、爱尔兰、立陶宛、荷兰、挪威、瑞士和英国等22个国家进入了排行榜前十。
〈當不成朋友（等待你的愛）〉的音乐视频由克里斯蒂安·布雷斯劳尔执导，并在单曲发行时于YouTube同步发布。该视频的概念灵感来自2004年电影《無痛失戀》的情节。在视频中，格兰德接受了记忆抹去手术，以忘记由美国演员伊万·彼得斯饰演的前男友。

## 背景与发行
2024年2月7日，格兰德公布了《永恆陽光》三首曲目的名称，〈當不成朋友（等待你的愛）〉是该专辑的第十首曲目。 3月1日，格兰德确认〈當不成朋友（等待你的愛）〉是该专辑的第二首单曲，她亦在社交媒体上发布了歌曲音乐视频的预告片。在视频中，格兰德坐在候诊室里填写了一份同意书，上面写着：“您已经深思熟虑地做出了这个决定，并授予‘Brighter Days Inc.’独家许可，将此人从您的记忆中彻底抹去。”格兰德在“是”旁边打勾，然后在合同行上签上自己的名字“琵琪斯” （Peaches），并画上一颗爱心。
Republic唱片于2024年3月8日发行了《永恆陽光》。这首歌是专辑发行后，继〈是的，然后呢？〉的第二支单曲。3月13日，包括無伴奏版、伴奏版和弦乐版本在内的的三个另类歌曲版本发布，独家提供给数字下载。在5月与6月，歌曲以CD、卡带和7英寸黑胶唱片的形式发行。

## 词曲
〈當不成朋友（等待你的愛）〉是一首合成器流行歌曲，其歌词详细描述了一段感情结束后，主角希望能与前任再次坠入爱河。粉丝和媒体猜测，这首歌描述了格兰德与媒体的共生关系，以及媒体对她个人生活的毫无根据的报道；歌词被解读为描述了她选择不参与媒体活动，并渴望正面报道。

## 专业评价
〈當不成朋友（等待你的愛）〉获得了乐评人的普遍正面评价。《衛報》的劳拉·斯内普斯（Laura Snapes）写道，这首歌让人想起蘿蘋的中“颤动的合成器和芯片音乐的繁盛”，最后还有一种“刺耳的复古”效果。《Elle》杂志的埃里卡·冈萨雷斯（Erica Gonzales）和塞缪尔·莫德（Samuel Maude）表示，这首歌有着“极强的罗宾风格和极强的风格”，并称它是一首成熟的流行歌曲。 
《公告牌》的凯尔·丹尼斯（Kyle Denis）称这首歌曲是“令人头晕目眩的弦乐与激进合成器音乐的混合体，能够震撼舞池”，并指出歌曲的歌词围绕着“友谊、爱情和其间痛苦的灰色地带之间界限的模糊”展开，但他表示，“这首歌缺少一个高潮，无法真正实现其快节奏伴奏所导向的净化”。

## 商业表现
2024年3月23日，〈當不成朋友（等待你的愛）〉在《公告牌》Global 200和《公告牌》除美榜单均空降冠军。歌曲在全球首周获得了9750万流媒体播放量，并取得了14,000销量。其中在美国以外则有6550万流媒体播放量和5,000单元销量。
在美国，歌曲空降《告示牌》百大單曲榜冠军，并使格兰德与凱蒂·佩芮和碧昂絲并列成为拥有冠军单曲第七多的独唱女艺人。歌曲的空降冠军亦是格兰德第7次空冠，使她超越了泰勒·斯威夫特，成为历史上空降冠军次数最多的女歌手。这首歌曲也是格兰德继《謝謝，下一位》后首次在同一张专辑拥有两支百大單曲榜冠军单曲。凭借这张专辑，格兰德成为了历史上第一位两张专辑都拥有多首歌曲登上排行榜冠军的女艺人。

## 音乐视频
〈當不成朋友（等待你的愛）〉的音乐视频由克里斯蒂安·布雷斯劳尔执导，在位于加利福尼亚州波莫纳市的加州理工州立大學南校区拍摄。该视频于2024年3月8日美国东部夏令时间上午10:00，即歌曲和专辑发行10小时后，通过格兰德YouTube上的Vevo频道首播。视频的视觉效果的概念很大程度上受到2004年电影《無痛失戀》情节的启发；格兰德将其描述为“（音乐）视频版本的《無痛失戀》”。
在视频中，格兰德扮演一个名为“琵琪斯”的角色，而伊万·彼得斯则在其中扮演她的前男友。视频中引用了《無痛失戀》的几个场景，同时还引用了1984年电影《十六支蜡烛》中的一些场景。《公告牌》称该视频“充满着未来感”。

### 概要
视频开头，格兰德扮演一个名叫“琵琪斯”的角色，坐在一个等候室里，手持一份同意书，上面写着：“你已经深思熟虑，同意‘Brighter Days Inc.’有权彻底从你的记忆中移除这个人”。皮奇斯勉强勾选了一个标有“是”的选项，并签署了同意书。一位医生进入等候室，叫琵琪斯去接受治疗。她把同意书交给了医生，并携带着一个箱子的个人物品进入房间。皮奇斯坐在椅子上，准备开始她的治疗。医生从箱子里拿出一个泰迪熊，并使用一种设备将它从皮奇斯的记忆和现实中移除。接下来，视频展示了泰迪熊的由来，以及它与皮奇斯与前男友之间关系的联系。手术室的墙壁分开，显示皮奇斯与前男友一起进入一个游乐场。他们走向一个夹娃娃机，赢得了泰迪熊。
突然，游乐场变暗，她的前男友从记忆中消失。场景转到卧室，琵琪斯坐在床上，看着她的前男友，他皱着眉，背对着她。场景再次转换到另一个记忆中，她打开门，看到他们俩在雪地上做雪天使。场景再次以她的前男友从记忆中消失结束。接着，皮奇斯和她的前男友手拉手躺在一张被子下的床上。床分成两半，他们被分开，留下她一个人躺在被子下。
回到手术室，在箱子里可以看到一幅夫妇一起庆祝琵琪斯生日的照片。他们互相靠近，但她的前男友消失了，皮奇斯感到非常惊讶。后来，她独自一人吹灭了蛋糕上的蜡烛。接着场景重回手术室，皮奇斯清醒过来，情绪激动。视频又展示了另一个记忆，她和她的前男友坐在沙发上。他送给她一个项链，但是记忆中的项链变成了狗项圈，她的前男友也被一只狗替代了。客厅也发生了改变，照片框和其他装饰都变成了消除这对情侣任何记忆的样子。琵琪斯和她的狗坐在房间里看电视，播放了每个记忆的最后一段影像。场景切换回手术室，琵琪斯与参与治疗的医生握手和拥抱，她的个人物品箱随后显示被焚毁。离开手术室后，琵琪斯和一个男子路过她的前男友，而他的前男友也和一个女生走过，彼此不知对方的存在。

## 榜单
| 榜单（2024年）                               | 最高 排位 |
| -------------------------------------------- | --------- |
| 阿根廷（Argentina Hot 100）                  | 67        |
| 澳大利亚（澳大利亚唱片业协会榜）             | 2         |
| 奥地利（Ö3四十强单曲榜）                     | 12        |
| 白俄罗斯（Tophit白俄罗斯电台榜）             | 5         |
| 比利时佛兰德（Ultratop五十强单曲榜）         | 29        |
| 比利时瓦隆（Ultratop五十强单曲榜）           | 13        |
| 巴西（《公告牌》Brasil Hot 100）             | 16        |
| 加拿大（Canadian Hot 100）                   | 3         |
| 加拿大（《告示牌》Canada AC）                | 21        |
| 加拿大（《告示牌》Canada CHR）               | 2         |
| 加拿大（《告示牌》Canada Hot AC）            | 7         |
| 智利（拉美監控）                             | 16        |
| 独联体（Tophit独联体电台榜）                 | 4         |
| 克罗地亚（《告示牌》Croatia Songs）          | 16        |
| 克罗地亚（克罗地亚广播电视台）               | 18        |
| 捷克（百強數位單曲榜）                       | 18        |
| 丹麦（Tracklisten）                          | 4         |
| 萨尔瓦多（拉美監控）                         | 13        |
| 爱沙尼亚（Tophit爱沙尼亚电台榜）             | 3         |
| 芬兰（芬蘭官方單曲榜）                       | 23        |
| 法国（法國唱片出版業公會单曲榜）             | 22        |
| 德国（德國官方單曲榜）                       | 22        |
| 全球（Billboard Global 200）                 | 1         |
| 希腊（国际唱片业协会希腊分会国际榜）         | 2         |
| 香港（《告示牌》）                           | 16        |
| 冰岛（Plötutíðindi单曲榜）                   | 2         |
| 印度（印度音乐产业协会国际榜）               | 10        |
| 印度尼西亚（《告示牌》）                     | 1         |
| 愛爾蘭（愛爾蘭唱片音樂協會单曲榜）           | 3         |
| 以色列（媒体森林）                           | 3         |
| 意大利（意大利音乐产业联盟单曲榜）           | 56        |
| 日本（《公告牌》日本Hot Overseas）           | 2         |
| 哈萨克斯坦（Tophit哈萨克斯坦电台榜）         | 2         |
| 拉脱维亚（拉脱维亚表演者和制片人协会单曲榜） | 8         |
| 黎巴嫩（黎巴嫩官方二十强单曲榜）             | 2         |
| 立陶宛（AGATA单曲榜）                        | 6         |
| 卢森堡（《告示牌》）                         | 5         |
| 马来西亚（馬來西亞唱片業協會國際单曲榜）     | 1         |
| 中东与北非（國際唱片業協會）                 | 2         |
| 墨西哥（《告示牌》）                         | 22        |
| 荷兰（荷蘭四十強單曲榜）                     | 20        |
| 荷兰（百强单曲榜）                           | 8         |
| 新西兰（新西兰唱片音乐协会单曲榜）           | 1         |
| 尼日利亚（《唱机转盘》百强单曲榜）           | 34        |
| 挪威（VG-lista）                             | 3         |
| 巴拿马（拉美監控）                           | 14        |
| 巴拿马（PRODUCE）                            | 48        |
| 巴拉圭（拉美監控）                           | 16        |
| 秘鲁（《告示牌》）                           | 13        |
| 菲律宾（《告示牌》Philippines Songs）        | 1         |
| 波兰（波蘭百大電台榜）                       | 6         |
| 波兰（波蘭百大串流榜）                       | 10        |
| 葡萄牙（葡萄牙唱片業協會单曲榜）             | 8         |
| 罗马尼亚（《告示牌》Romania Songs）          | 22        |
| 俄罗斯（TopHit俄罗斯电台榜）                 | 2         |
| 沙特阿拉伯（国际唱片业协会）                 | 2         |
| 新加坡（新加坡唱片業協會单曲榜）             | 1         |
| 西班牙（西班牙音樂製作協會单曲榜）           | 21        |
| 斯洛伐克（電台百強單曲榜）                   | 16        |
| 斯洛伐克（百強數位單曲榜）                   | 14        |
| 韩国（Circle数字榜）                         | 154       |
| 瑞典（瑞典最熱榜）                           | 6         |
| 瑞士（瑞士热门音乐榜）                       | 7         |
| 台湾（《告示牌》）                           | 17        |
| 英國（官方榜单公司單曲榜）                   | 2         |
| 乌克兰（TopHit乌克兰电台榜）                 | 58        |
| 阿联酋（国际唱片业协会）                     | 1         |
| 美国（《告示牌》百大單曲榜）                 | 1         |
| 美國（《告示牌》成人當代單曲榜）             | 24        |
| 美國（《告示牌》Adult Pop Airplay）          | 5         |
| 美國（《告示牌》Dance/Mix Show Airplay）     | 14        |
| 美國（《告示牌》Pop Airplay）                | 1         |
| 委内瑞拉（唱片报告）                         | 33        |

| 榜单（2024年）                         | 最高 排位 |
| -------------------------------------- | --------- |
| 巴西（巴西唱片業協會串流榜）           | 45        |
| 独联体（TopHit独联体电台榜）           | 4         |
| 爱沙尼亚（TopHit爱沙尼亚电台榜）       | 6         |
| 拉脱维亚（TopHit拉脱维亚电台榜）       | 8         |
| 巴拉圭（巴拉圭唱片公司管理協會单曲榜） | 51        |
| 俄罗斯（Tophit俄罗斯电台榜）           | 7         |
| 乌克兰（TopHit乌克兰电台榜）           | 60        |

## 销售认证
| 地區                                 | 认证 | 认证单位/销量 |
| ------------------------------------ | ---- | ------------- |
| 加拿大（加拿大音乐协会）             | 白金 | 80,000‡       |
| 丹麦（國際唱片業協會丹麥分會）       | 金   | 45,000‡       |
| 法国（法國唱片出版業公會）           | 金   | 100,000‡      |
| 新西兰（新西兰唱片音乐协会）         | 白金 | 30,000‡       |
| 挪威（國際唱片業協會挪威分会）       | 金   | 30,000‡       |
| 波兰（波蘭音像製造商協會）           | 白金 | 50,000‡       |
| 葡萄牙（葡萄牙唱片業協會）           | 白金 | 10,000‡       |
| 西班牙（西班牙音樂製作協會）         | 金   | 30,000‡       |
| 瑞士（國際唱片業協會瑞士分会）       | 金   | 10,000‡       |
| 英国（英国唱片业协会）               | 金   | 400,000‡      |
| 美国（美國唱片業協會）               | 白金 | 1,000,000‡    |
| 流媒体                               |      |               |
| 希腊（國際唱片業協會希臘分會）       | 金   | 1,000,000†    |
| 瑞典（瑞典唱片業協會）               | 金   | 6,000,000†    |
| ‡僅含認證的+實際銷量 †僅含認證的銷量 |      |               |

## 发行历史
| 地区   | 日期          | 形式                          | 版本                   | 厂牌     | 参考来源 |
| ------ | ------------- | ----------------------------- | ---------------------- | -------- | -------- |
| 美国   | 2024年3月12日 | 當代流行電台 成人当代热门电台 | 原版                   | Republic | [ 120 ]  |
| 多地   | 2024年3月13日 | 數位下載                      | 無伴奏版 伴奏版 弦乐版 | Republic |          |
| 意大利 | 2024年4月12日 | 电台播放                      | 原版                   | 环球     | [ 121 ]  |
| 美国   | 2024年5月24日 | 卡带                          | 原版 弦乐版            | Republic | [ 9 ]    |
| 美国   | 2024年5月24日 | CD                            | 原版                   | Republic | [ 122 ]  |
| 英国   | 2024年5月31日 | CD                            | 原版                   | 小島     | [ 10 ]   |
| 英国   | 2024年6月28日 | 7英寸黑胶                     | 原版 弦乐版            | 小島     | [ 123 ]  |
| 美国   | 2024年6月28日 | 7英寸黑胶                     | 原版 弦乐版            | Republic | [ 11 ]   |
| 英国   | 2024年7月12日 | 卡带                          | 原版 弦乐版            | 小岛     | [ 124 ]  |